# Viadana brunneri
Viadana brunneri  (лат.) — вид кузнечиков из подсемейства Phaneropterinae. Южная Америка: Колумбия, Панама. 

## Описание
Кузнечики среднего размера (длина тела самцов около 2 см, у самок до 24,5 мм; крылья до 47 мм, надкрылья до 32 мм, заднее бедро до 15 мм). От близких видов отличается строением гениталий. Основная окраска светло-зелёная, глаза красноватые. Головной рострум узкий; передняя часть его верхнего бугорка узкая и довольно короткая (не проецируется вперед по отношению к ее нижнему бугорку). Переднеспинка имеет короткие боковые лопасти.

## Систематика и этимология
Вид включён в состав подрода Arcuadana Gorochov & Cadena-Castañeda, 2015.
Впервые был описан в 2015 году колумбийским биологом Оскаром Кадена-Кастаньедой (Oscar J. Cadena-Castañeda; Universidad Distrital Francisco José de Caldas, Богота, Колумбия) в его совместной работе с российским энтомологом Андреем Васильевичем Гроховым (Зоологический институт РАН, Санкт-Петербург). 
Видовое название V. brunneri дано в честь швейцарского натуралиста и энтомолога Карла Бруннера фон Ваттенвиля (Carl Brunner von Wattenwyl), крупного специалиста по прямокрылым насекомым.